# Wolfgang Hagenacker
Wolfgang Hagenacker (* 2. Februar 1942) ist ein ehemaliger deutscher Fußballspieler, der für den Meidericher SV zu einem Einsatz in der Oberliga West kam und dadurch zu der Mannschaft zählte, die sich am Ende der Saison 1962/63 für die neu gegründete Bundesliga qualifizierte.

## Karriere
Hagenacker zählte zu Beginn der 1960er-Jahre zur Amateurmannschaft des Meidericher SV, welche in der Spielzeit 1962/63 in der viertklassigen Landesliga antrat. Die erste Mannschaft des MSV spielte in der Oberliga, welche vor Bundesligaeinführung die höchste Spielklasse darstellte. Weil es bereits in der Frühphase der Saison, in der es um die Qualifikation für die 1963 eingeführte Bundesliga ging, zahlreiche verletzte Spieler gab, rückte Hagenacker gemeinsam mit seinem Mitspieler Horst Gecks aushilfsweise in die Oberligaelf auf. Am 16. September 1962 erreichte der Stürmer bei einem 1:1 gegen Bayer 04 Leverkusen sein Erstligadebüt. Anders als der spätere Bundesliga-Profi Gecks wurde Hagenacker daran anschließend nicht weiter in der Oberligamannschaft berücksichtigt. Dennoch war er durch seinen einzigen Einsatz Bestandteil eines Teams, das am Saisonende den dritten Tabellenrang belegte und damit unter die 16 Gründungsmitglieder der Bundesliga aufgenommen wurde.